# Oberon (librogame)
(presentazione della serie)
Oberon (The World of Lone Wolf) è una serie di 4 librigame scritta da Ian Page e ambientata nello stesso mondo di Lupo Solitario, il Magnamund, ideato da Joe Dever.
Dever ha concesso l'autorizzazione alla libera pubblicazione e distribuzione online tramite internet di alcuni suoi librogame, tra cui l'intera serie di Lupo Solitario a Project Aon, sito creato da un gruppo di volontari appassionati.
Nel marzo 2008 Edizioni EL ha cominciato a ristampare i primi due volumi della serie.
Nel 2016 Raven Distribution ha riproposto la serie in formato deluxe: la nuova versione contiene una nuova traduzione più adatta a un pubblico maturo, la copertina rigida, le illustrazioni a colori all'interno del libro e la mappa a colori sul retro della sovracopertina.

## Lista dei libri
| Serie                           | Titolo                                                |
| ------------------------------- | ----------------------------------------------------- |
| Oberon (The world of Lone Wolf) | 1. Oberon il giovane mago (Grey Star the Wizard)      |
| Oberon (The world of Lone Wolf) | 2. La città proibita (The Forbidden City)             |
| Oberon (The world of Lone Wolf) | 3. Il cancello dell'ombra (Beyond the Nightmare Gate) |
| Oberon (The world of Lone Wolf) | 4. La guerra dei maghi (War of the Wizards)           |

## Sistema di gioco
Oberon possiede punti di Resistenza, Combattività e Volontà, e può utilizzare sette diversi poteri magici: Sortilegio, Incantesimo, Controllo della Materia, Profezia, Alchimia, Psicomanzia ed Evocazione.

## Trama
Oberon (Grey Star), un mago addestrato dagli Shianti, lascia l'isola di Lorn per recuperare la Pietra della Luna e liberare il Magnamund del Sud dalla tirannia di Shasarak, il re negromante.

## Collegamenti con Lupo Solitario
Nel terzo libro Oberon viaggia nel Darzian, una dimensione esplorata da Lupo Solitario ne I prigionieri del tempo.